# Makoto Kobajaši
Makoto Kobajaši (7. dubna 1944, Nagoja) je japonský fyzik. Jeho a Tošihideho Masukawova společná práce o narušení CP symetrie u slabé interakce je jednou z nejcitovanějších prací fyziky vysokých energií. V roce 2008 získal za tento objev a navazující předpověď nejméně tří rodin kvarků spolu s Masukawou Nobelovu cenu za fyziku.

## Vyznamenání
- Řád kultury – Japonsko, 2008